# Cuq-Toulza
Cuq-Toulza è un comune francese di 684 abitanti situato nel dipartimento del Tarn nella regione dell'Occitania.

## Società

### Evoluzione demografica
Abitanti censiti